# Sadus
Sadus — американская трэш-метал-группа из Антиок, штат Калифорния, была образована в 1984 году.

## История
Sadus был организован в 1984 году в ранних композициях большое влияние оказала трэш-группа Slayer, однако в последующем группа стала активно развивать свой музыкальный стиль.

## Участники

### Текущий состав
- Darren Travis — вокал, гитара (1984-настоящее время)
- ДиДжорджио, Стив — бэк-вокал, бас, клавишные (1984-настоящее время)
- John Allen — барабаны и перкуссия (1984-настоящее время)

### 1-й состав
- Rob Moore — гитара (1984—1993)
- Кеннеди, Майлз (touring member) — гитара

## Дискография

### Студийные альбомы
- Illusions (1988) (известен как Chemical Exposure для CD и кассет)
- Swallowed in Black (1990)
- A Vision of Misery (1992)
- Elements of Anger (1997)
- Out for Blood (2006)
- The Shadow Inside (2023)

### Компиляции
- Chronicles of Chaos (1997)

### Демо
- D.T.P. (1986) (Stands for Death to Posers) (первоначально был издан как демо, впоследствии как студийный альбом Certain Death в 2003)
- Certain Death (1987)
- The Wake of Severity (1989)
- Red Demo (1994)